# Julian Kosiński

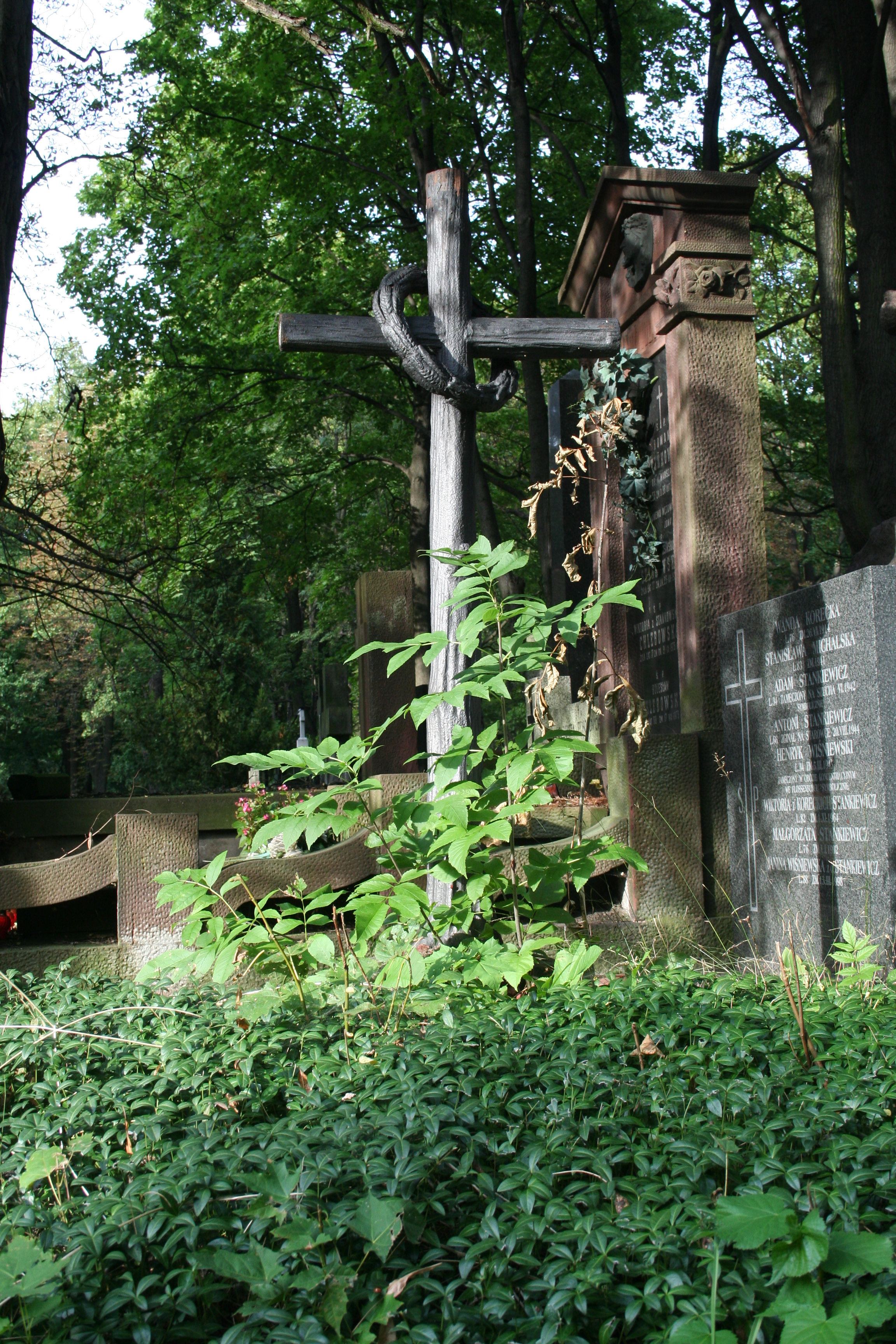
Grób Juliana Kosińskiego na warszawskich Powązkach

Julian Kosiński (ur. 16 listopada 1833 w Iwoniszkach (pow. rosieński), zm. 24 marca 1914 w Warszawie) – polski chirurg. Pionier antyseptyki, aseptyki i nowoczesnego rozwoju chirurgii w Polsce.

## Kariera
Kosiński ukończył medycynę na Akademii Wojskowo-Lekarskiej w Petersburgu. Najpierw jako chirurg wojskowy ordynował w Oddziale Chirurgicznym Szpitala Ujazdowskiego w Warszawie, następnie od stycznia 1869 był profesorem i kierownikiem Katedry Chirurgii Operacyjnej w Szkole Głównej, a później na Cesarskim Uniwersytecie Warszawskim.

### Czasy przedlisterowskie
Julian Kosiński rozpoczął karierę w czasach przedlisterowskich, kiedy to o sukcesie zabiegu operacyjnego decydowała przede wszystkim szybkość jego wykonania, a także opanowanie techniki chirurgicznej i anatomii. Dzięki temu zyskiwano możliwość znacznego oszczędzania tkanek w polu operacyjnym. Kosiński dzięki doskonałemu opanowaniu umiejętności oszczędnego i szybkiego operowania, skracał czas w którym operowani wystawieni byli na działanie narkozy chloroformowej lub eterowej. Miało to kolosalne znaczenie, ponieważ pozwalało zapobiegać wielu powikłaniom powstającym przy dłuższym wdychaniu tych gazów. (Należy pamiętać, że w owych czasach takie powikłania jak np. zapalenie płuc, bywały śmiertelne).
Podczas wykładów dla studentów powtarzał, że chirurg nie może powiedzieć: "zrobiłem Ci operację, niech cię Bóg leczy" lecz "zrobiłem ci operację, a teraz będę cię leczyć".

### Chirurg pionier
Julian Kosiński był pionierem w dziedzinie antyseptyki oraz aseptyki w Polsce. Jako jeden z pierwszych w Polsce zaczął stosować opatrunki antyseptyczne sposobem Listera.
Kosiński był twórcą warszawskiej szkoły chirurgicznej.
W 1877 roku jako pierwszy w Polsce i dziesiąty w Europie wykonał całkowitą laryngektomię w uśpieniu dotchawiczym. 
W 1884 dokonał pierwszej w Europie wschodniej operacji nefrektomii. W 1896 przeprowadził pierwszą w Polsce udaną splenektomię, a w 1897  pierwszą w Polsce oesophagostomię górną (chirurgiczne wytworzenie przetoki przełyku) w celu wydobycia ciała obcego z przełyku (przełyk był wówczas nieosiągalny dla chirurga, ponieważ nie potrafiono otwierać klatki piersiowej bez spowodowania śmiertelnej dla pacjenta odmy). Również jako pierwszy chirurg w Polsce dokonał zabiegu cholecystektomii, wykonał także resekcję jelit.
Julian Kosiński jest także autorem - pozostającej do dziś aktualnej - tezy wczesnej operacji jako jedynej szansy na wyleczenie z choroby nowotworowej (1903).

### Uznanie i działalność pozaszpitalna
Za swoje zasługi otrzymał tytuł zasłużonego profesora Uniwersytetu Warszawskiego (1899).
Współzałożyciel Towarzystwa Pomocy Doraźnej i Warszawskiego Towarzystwa Higienicznego.
Działacz i członek honorowy Warszawskiego Towarzystwa Lekarskiego, współzałożyciel Towarzystwa Naukowego Warszawskiego.

## Życie prywatne
Pochodził z rodziny szlacheckiej pieczętującej się herbem Rawicz. Był żonaty z Marią Teresą Salomeą (1849-1892), córką generała Aleksandra Haukego.
Pochowany na cmentarzu Powązkowskim (210-II-29/30).